# 埃尔伍德 (犹他州)
埃尔伍德（英文：Elwood），是美国犹他州博克斯埃尔德县下属的一座城市。建市于 1879年，面积大约为7.83平方英里（20.3平方公里），海拔约为4,298英尺（1,310米）。根据2010年美国 人口普查，该市有人口1,034人。